# Пояна-Теюлуй
Пояна-Теюлуй (рум. Poiana Teiului) — село у повіті Нямц в Румунії. Входить до складу комуни Пояна-Теюлуй.
Село розташоване на відстані 298 км на північ від Бухареста, 39 км на північний захід від П'ятра-Нямца, 126 км на захід від Ясс.

## Населення
За даними перепису населення 2002 року у селі проживали 611 осіб, усі — румуни. Усі жителі села рідною мовою назвали румунську.